# Phạm Quốc Khánh
Phạm Quốc Khánh là kiểm sát viên người Việt Nam. Ông hiện là Phó Viện trưởng Viện kiểm sát nhân dân cấp cao tại Hà Nội. Ông từng là Kiểm sát viên Viện kiểm sát nhân dân tối cao.

## Sự nghiệp
Kể từ ngày 1 tháng 7 năm 2014, Phạm Quốc Khánh, Kiểm sát viên Viện kiểm sát nhân dân tối cao, Trưởng phòng được Viện trưởng Viện kiểm sát nhân dân tối cao Việt Nam bổ nhiệm giữ chức vụ Phó Vụ Trưởng Vụ thực hành quyền công tố và kiểm sát điều tra án ma túy (Vụ 4), Viện kiểm sát nhân dân tối cao (Quyết định số 94/QĐ-VKSTC-V9 kí ngày 30 tháng 6 năm 2014).
Từ ngày 21 tháng 5 năm 2018, Phạm Quốc Khánh, Phó Vụ trưởng Vụ 4 VKSNDTC được bổ nhiệm chức vụ Phó Viện trưởng Viện kiểm sát nhân dân cấp cao tại Hà Nội theo Quyết định số 01/QĐ-VKSTC ngày 4/5/2017 của Viện trưởng Viện kiểm sát nhân dân tối cao Việt Nam.